# Trichoprosopus durvillei
Trichoprosopus durvillei är en tvåvingeart som beskrevs av Macquart 1843. Trichoprosopus durvillei ingår i släktet Trichoprosopus och familjen parasitflugor. Inga underarter finns listade i Catalogue of Life.